# Hans Rickman
Hans Torsten Rickman, född 14 juli 1949 i Uppsala, är en svensk professor i astronomi. 
Rickman var till en början verksam vid Stockholms observatorium och disputerade vid Stockholms universitet 1977 på en avhandling om kometinfångning. Från 1978 har han verkat vid Uppsala astronomiska observatorium och blev 1998 professor där. Han var ordförande i Svenska astronomiska sällskapet 1996–2000, invaldes 2001 som ledamot av Vetenskapsakademien och var 2003–2006 generalsekreterare i Internationella astronomiska unionen (IAU).
Rickman är sedan 2007 professor vid polska vetenskapsakademins institut för rymdforskning (CBK) i Warszawa.
Rickmans forskning, som är främst teoretisk, omfattar kometers banutveckling och fysikaliska uppbyggnad samt asteroider, och han är även mycket aktiv inom astronomisk populärvetenskaplig verksamhet.
Asteroiden 3692 Rickman är uppkallad efter honom.

## Upptäckta asteroider
| 4050 Mebailey [A]                                   | 20 september 1976 |
| 5934 Mats [A]                                       | 20 september 1976 |
| Upptäckt tillsammans med: A Claes-Ingvar Lagerkvist |                   |